# タブン
タブン（独：Tabun）は、有機リン酸系の神経ガス（化学兵器）。地下鉄サリン事件で使用されたサリンや、ソマンなどと同じG剤の一種である。

## 概要
1936年に発明され、第二次世界大戦中には、ドイツで約12,000トンが生産された。
即効性であり、サリンやソマンに比べて毒性は弱いが、吸入ないし皮膚からの浸透により、体内に吸収され痙攣や呼吸困難など様々な症状に陥る。「タブン」という名称は、タブンがドイツ軍の制式兵器として採用される以前、Le-100という名称で研究されていた際に、Le-100の効果を検討する会議に出席したあるドイツ軍人がその毒性の強さに「これはタブーだ」とコメントしたことによる。

実戦での使用は、イラン・イラク戦争中に、イラク軍がイラン軍に対して使用したのが最初とされる。

## 性質
無色-褐色の液体で、純物質は無臭であるが不純物が微量存在すると弱い果実臭がある。有機溶媒に溶けやすく強酸・強塩基に分解されやすい。
- LCt50：400mg・min/m3
- ICt50：300mg・min/m3